# (58663) 1997 XZ10
(58663) 1997 XZ10 là một tiểu hành tinh vành đai chính. Nó được phát hiện bởi Atsushi Sugie ở Dynic Astronomical Observatory Nhật Bản, ngày 9 tháng 12 năm 1997.